# Иона (пророк)
Ио́на (ивр. יוֹנָה‎ «голубь») — ветхозаветный пророк Северного Израильского царства, относящийся к так называемым «малым» пророкам, преемник пророка Елисея. Жил во время царствования израильского царя Иеровоама II, то есть на рубеже IX—VIII веков до н. э. (4Цар. 14:23—25). При Иеровоаме II осуществилось предсказанное Ионой «приращение» территории Израиля (4Цар. 14:25) в результате успешной для Северного царства войны с Сирией.
Иона — древнейший из еврейских пророков, писание которого дошло до нашего времени. И он же был единственным ветхозаветным пророком, который «попытался убежать от Бога».
Пророк Иона был родом из Гафхефера на севере Галилеи, расположенного всего в двух часах пути от Назарета, в котором спустя примерно восемь веков жил Иисус Христос.
Его отцом, согласно Ветхому Завету, был Амафия (Амитай), а матерью, согласно преданию, — та вдова из Сарепты Сидонской, к которой во время голода по велению Божию пришёл пророк Илия, и у неё не истощались мука и масло до того дня, пока Бог послал дождь на землю. Иероним Стридонский, ссылаясь на иудейское предание, полагал, что сыном сарептской вдовы был не сам Иона, а его отец Амитай.
Согласно христианской точке зрения, Книга пророка Ионы, входящая в состав Ветхого Завета, содержит пророчества о судьбах израильского народа, страданиях Спасителя, запустении Иерусалима. Согласно Новому Завету, Иисус Христос в беседе с книжниками и фарисеями, требовавшими от него знамения, сказал, что им не дастся иного знамения, кроме знамения Ионы-пророка (Мф. 12:39, 40), то есть тридневной смерти и последующего воскресения Господа.

## Личность пророка
Достигнув совершеннолетнего возраста, Иона вёл добродетельную жизнь и исполнял все заповеди. По преданию, вскоре он сподобился пророческого дара и предрёк, среди других предсказаний, страдания Господни, запустение Иерусалима и кончину мира.
Получив от Бога свыше дар пророчества, Иона продолжил дело пророка Елисея после его смерти. Получив повеление от Бога, он предсказал победу царю Израильскому Иеровоаму в предстоявшей ему войне с сильным Сирийским царством, и Иеровоам действительно восстановил пределы Израильского царства, возвратив древние области, отторгнутые сирийцами.
Существуют параллели в служении Ионы и его непосредственных предшественников Илии и Елисея, которые, как и он, проповедовали в землях Иудейской и Израильской, и тоже были посланы с миссией к язычникам, в Финикию и Сирию (3Цар. 17—19, 21; 4Цар. 1—9, 13).
В христианской традиции считается показательным тот факт, что Бог послал своего пророка к неевреям для проповеди отказа от греховности, что должно говорить о любви Господа ко всем племенам и народам, а не только к избранному им народу Израиля.

## Исторический фон
Иеровоам II был самым могущественным из царей Северного царства (4Цар. 14:23—29). Несколько ранее его прихода на трон, на Ближнем Востоке утвердилась в качестве главной военной и политической силы Ассирия; израильский царь Ииуй (841—814 гг. до н. э.) платил ассирийцам дань.
Позднее, в силу внутренних неурядиц, влияние Ассирии несколько ослабело, и Иеровоам II сумел воспользоваться этим, чтобы расширить размеры своего царства до тех, какие оно имело в дни Давида и Соломона. Сделать это ему удалось, захватив некоторые земли, прежде принадлежавшие Сирии.
В то же время, согласно Ветхому Завету, Бог послал народу Израиля двух пророков, Осию и Амоса, чтобы предупредить его о надвигающемся «суде» — о том, что Израиль за своё упрямое нечестие падёт под ударами языческого народа с востока, который будет послан Самим Богом (Ам. 5:27, Ос. 11:5). Согласно этим пророчествам, Ассирия, ослабевшая лишь на время, вновь «восстанет» и поглотит Северное царство. Это предсказание исполнилось в 722 году до н. э., когда царь Саргон II увёл основную массу жителей Израиля в ассирийский плен (4-Цар. 17).
Ниневия находилась на восточном берегу реки Тигр, примерно в 900 км от Самарии, столицы Северного царства. Это был большой город, защищённый, подобно Вавилону, двумя крепостными стенами. Полагают, что до появления Ионы Ниневия дважды (в конце первой трети VIII века до н.э.) пострадала от голода. В то же примерно время, а именно 15 июня 763 года до н. э., ниневийцы стали свидетелями полного солнечного затмения. Всё это могло быть воспринято ими как знаки Божьего гнева, и в этом может быть причина массового покаяния ниневийцев в ответ на проповедь Ионы .

## Книга пророка Ионы
Писание повествует, что в то же царствование Иеровоама II Иона получил от Бога повеление идти в Ниневию с проповедью покаяния и предсказанием гибели города за нечестивость его жителей, если они не раскаются. Однако пророк, вместо того чтобы повиноваться велению Божию, сел на корабль и отправился в дальнее плавание в Фарсис. Но Господь, желая вразумить Иону, поднял на море сильную бурю. Корабельщики в ужасе бросили жребий, чтобы узнать, за чьи грехи они навлекли на себя гнев Божий. Жребий пал на Иону, который сознался в своем грехе неповиновения Богу и попросил мореплавателей бросить его в море. Как только они сделали это, волнение сразу улеглось.
Между тем пророка Иону, по повелению Божию, проглотил кит, и пробыл Иона во чреве кита три дня и три ночи. Поверженный в море и поглощённый китом, Иона не потерял присутствия духа, особенно когда увидал себя невредимым: в нём явилась надежда, что Бог даст ему снова увидать свет Божий и спасёт его из глубины моря. Он стал молиться Богу, каясь в своём грехе:
К Господу воззвал я в скорби моей, и Он услышал меня; из чрева преисподней я возопил, и Ты услышал голос мой.
Ты вверг меня в глубину, в сердце моря, и потоки окружили меня, все воды Твои и волны Твои проходили надо мною.
И я сказал: отринут я от очей Твоих, однако я опять увижу святый храм Твой.
Объяли меня воды до души моей, бездна заключила меня; морскою травою обвита была голова моя.
До основания гор я нисшел, земля своими запорами навек заградила меня; но Ты, Господи Боже мой, изведешь душу мою из ада.
Когда изнемогла во мне душа моя, я вспомнил о Господе, и молитва моя дошла до Тебя, до храма святаго Твоего.
Чтущие суетных и ложных богов оставили Милосердаго своего, а я гласом хвалы принесу Тебе жертву; что обещал, исполню: у Господа спасение!
Услышав эти молитвы, Господь повелел киту, и тот изверг Иону на сушу.

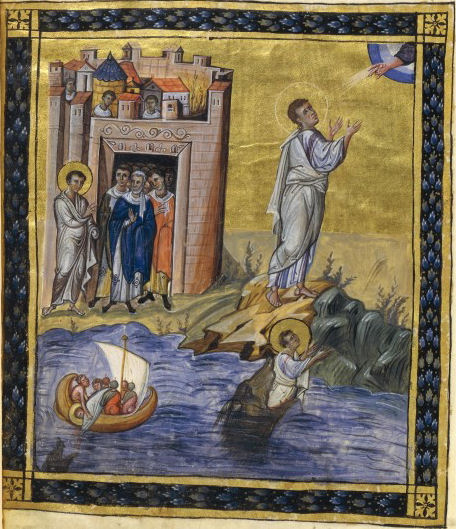
История Ионы (миниатюра Парижской псалтыри)

Увидав дневной свет, небо, землю и море, Иона возблагодарил Бога, избавившего его от смерти. После своего избавления пророк Иона получил вторично Божие повеление идти в Ниневию, куда он и отправился. Здесь он стал ходить по городу и проповедовать, что город будет разрушен через 40 дней. Эта проповедь поразила ужасом сердца ниневийского царя и народа; они раскаялись в своей нечестивости, объявили 40-дневный пост, и вследствие их раскаяния Господь помиловал их и не навёл на них бедствия, о котором предвозвещал устами пророка Своего. Иона же огорчился тем, что Божественный суд не совершился над городом, и скорбел о том пред Господом:
«Господи! не это ли говорил я, когда ещё был в стране моей? Потому я и побежал в Фарсис; ибо знал, что Ты Бог благой и милосердный, долготерпеливый и многомилостивый. И ныне, Господи, возьми душу мою от меня; ибо лучше мне умереть, нежели жить.» (Иона. 4:2)
Все же ожидая исполнения своего пророчества, он, выйдя из города по прошествии сорокадневной проповеди, сделал себе шалаш и укрывался в нём от солнечного зноя. Для вразумления пророка, по повелению Божию, в одну ночь выросло из земли вьющееся растение, защищавшее его от лучей палящего солнца и дававшее ему прохладу. Иона был очень рад укрыться под тенью этого растения; но на другой день вместе с зарёй червь подточил корень растения, оно засохло, и солнце снова начало палить зноем своим голову Ионы. Сильно опечаленный этим, пророк просил себе смерти. Тогда Господь сказал ему: «Ты сожалеешь о растении, над которым ты не трудился, и которого не растил, которое в одну ночь выросло, и в одну же ночь пропало. Мне ли не пожалеть Ниневии, города великого, в котором более 120 000 человек, не умеющих отличить правой руки от левой, и множество скота?».

## Служение и жизнь Ионы как прообраз будущих страданий Спасителя
Трёхдневное пребывание пророка Ионы во чреве китовом послужило прообразом трёхдневного пребывания Христа в земле.
Сам Иисус Христос в Новом Завете так свидетельствовал об этом: «как Иона был во чреве кита три дня и три ночи, так и Сын Человеческий будет в сердце земли три дня и три ночи» (Мф.12:39-40). Спаситель сравнивал Себя с Ионой: «Ниневитяне восстанут на суд с родом сим и осудят его, ибо они покаялись от проповеди Иониной; и вот, здесь больше Ионы» (Мф.12:41).
Таким образом, Иона в своём служении и жизни прообразовал смерть, воскресение и проповедь Иисуса Христа.

## Время жизни пророка Ионы
В самой Книге пророка Ионы о нём самом говорится лишь то, что он был «еврей, чтитель Бога Небесного, сын Амитая» (слав. Амафии). Ценное восполнение к этим сведениям даёт Четвёртая книга Царств. Сообщая о расширении пределов Израильского царства при Иеровоаме II, она замечает, что это совершилось «по глаголу Господа Бога Израилева, его же глагола рукою раба своего Ионы, сына Амафиина, пророка, иже от Гефаховера» (4Цар. 14:25). Это замечание позволяет ответить на вопрос о времени жизни и месте деятельности пророка Ионы.
Будучи родом из Гефаховера, Иона происходил из Завулонова колена, в котором находился этот город (Нав. 19:13), и принадлежал к пророкам Северного Израильского царства. Его имя связывается с царствованием Иеровоама II, который воцарился в 835 году до н. э. и занимал израильский престол 41 год (4Цар. 14:23). Войну с Сирией, результатом которой, по предсказанию Ионы, было расширение границ Израильского царства, следует отнести к началу царствования Иеровоама II, так как она начата была ещё его предшественниками (Иоахазом и Иоасом) и им лишь была славно закончена. Отсюда и жизнь пророка Ионы нужно отодвигать к более раннему времени. Если пророчество Ионы исполнилось в начале царствования Иеровоама II, то произнесено оно было, конечно, раньше, ещё в предшествующее царствование Иоаса. Этому царю пророк Елисей пред смертью предсказал, что он победит сирийцев, только «не до скончания» (4Цар. 13:14—20).

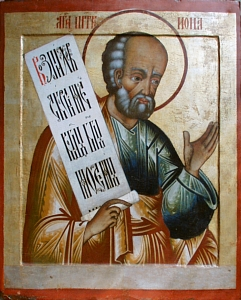
Икона из пророческого ряда церкви Преображения, Кижи, XVIII век

Пророчество Ионы об окончательной победе над Сирией и восстановлении древних границ Израильского царства является, таким образом, продолжением и дополнением пророчества Елисея и было произнесено, вероятнее всего, тому же Иоасу в утешение. Из сказанного следует, что пророк Иона был младшим современником пророка Елисея и даже, может быть, пророка Илии, и их преемником по пророчеству. Иудейское предание не без основания считает его учеником пророка Елисея, получившим воспитание в тех пророческих школах, которые были основаны Илиёю (4Цар. 2:2—6; 4Цар. 6:1—8); оно отождествляет его с тем стремительным юношею, которого Елисей послал помазать на царство Ииуя (4Цар. 9:9—11).
По другому преданию, пророка Ионы считают сыном сарептской вдовы, воскрешённым Илиёю (3Цар. 17:17—23). Эти предания, устанавливающие связь Ионы с великими израильскими пророками — Илиёю и Елисеем, приняты православной церковью и включены в службу этому пророку на 22 сентября (5 октября).
Дальнейших сведений о деятельности пророка Ионы мы не имеем, кроме рассказа его книг о проповеди в Ниневии. Другие места Библии, в которых упоминается об Ионе (Тов. 14:8, 3Мак. 6:6, Мф. 12:46, Лк. 11:30—32), только утверждают этот факт. О конце жизни пророка и его смерти известно лишь из преданий. По одному из них, пророк Иона после проповеди в Ниневии остался жить там до конца своей жизни, там и умер. Считалось, что его захоронение находилось на высоком холме близ Мосула, где были открыты развалины Ниневии. По другому преданию, Иона возвратился из Ниневии и умер на своей родине в Гефаховере. И здесь, как и близ Ниневии, имелось почитаемое захоронение пророка. Последняя версия о смерти пророка Ионы подтверждается сообщением, что «Иону после пребывания его во чреве кита морского «Бог показал невредимым всем присным»» (3Макк. 6:6). Значит, в отечество он возвратился.

## Современность
Здание мечети пророка Юнуса (Ионы) было построена на месте древних построек и захоронений, датированных VIII веком до нашей эры. В 1990-х годах мечеть была отреставрирована и служила местом паломничества для христиан и мусульман, приезжавших в Мосул.
По сообщению иранского агентства ИРНА, террористы «Исламского государства», захватившие Мосул в июне 2014 года, в июне 2015 года взорвали мечеть, после чего пустили в ход бульдозеры для окончательного сноса захоронения.

## В христианстве

### Праздник пророка Ионы
Память пророка Ионы празднуется 22 сентября (5 октября).

## В исламе
В исламе Иона (Юнус) считается пророком, посланным к своему народу, проживавшему в Ниневии для проповеди единобожия. Непокорный народ на протяжении долгих лет отвергал Пророка и тогда он решил покинуть их, пригрозив перед этим суровым наказанием от Господа. Тогда Аллах приказал ему, чтобы он немедленно вернулся и продолжал проповедь среди своего народа на протяжении сорока дней. Юнус выполнил веление Аллаха и вернулся, но люди по-прежнему не желали слушаться его. Тогда Юнус, потеряв надежду, на тридцать седьмой день снова покинул Ниневию.
После ухода пророка Юнуса из Ниневии на город надвинулись черные облака, напуганные жители стали молить Аллаха о пощаде. Поняв, что они несправедливо отвергли Юнуса, они раскаялись и уверовали в Аллаха. Аллах простил им их грехи и чёрные облака над городом стали рассеиваться. Согласно Корану, жители Ниневии стали единственным народом, который избежал сурового наказания после произнесённого ими покаяния. Пророк Юнус увидел, что его народ не понёс наказания, но не решился входить в город из-за опасения что его вновь объявят обманщиком. Испугавшись Юнус отправился к реке Тигр, сел на корабль и отплыл к морю.
Когда корабль, на котором находился пророк Юнус, вышел в открытое море, он неожиданно застыл на воде. Попытки команды сдвинуть его с места не увенчались успехом, и тогда они сказали, что на корабле находится беглый раб, который бежал от своего господина. В соответствии с их обычаями для выявления беглого раба необходимо было кинуть жребий, а того, на кого бы он выпал, они должны были выбросить в море для спасения остального экипажа. Пророк Юнус признался им, что именно он является виновником произошедшего, но ему не поверили. После того, как жребий трижды пал на Юнуса, его выбросили в море. Выброшенного Юнуса проглотил проплывавший рядом кит. Попав в пасть кита, Юнус раскаялся за своё нетерпение, и Аллах простил его.
После этого обессиленный пророк Юнус был выброшен на берег моря. Возле него выросло тыквенное дерево, которое оберегало его от Солнца и насекомых. Восстановив через несколько дней свои силы, Юнус по приказу Аллаха вновь пошёл к своему народу и продолжил свою пророческую деятельность. Согласно мусульманским преданиям, когда пророк Юнус подошёл к Ниневии, он встретил пастуха, который рассказал ему историю случившуюся после ухода Юнуса и добавил, что спасшиеся жители ждут возвращения пророка Юнуса. Жители города, узнав о возвращении Юнуса, с радостью приняли его, и он стал обучать их религии и правильному поклонению.

## Комментарии
1. ↑  Финикийский город в районе Сидона